# Ferrocarril Subterráneo Inverso
El Ferrocarril Subterráneo Inverso es el nombre  dado, sarcásticamente, a la práctica de secuestrar en estados libres de los Estados Unidos no sólo a esclavos fugitivos sino también a negros libres antes de la Guerra de Secesión, transportándoles luego a estados esclavistas para venderlos allí como esclavos, o para conseguir ocasionalmente así una recompensa por el regreso de un fugitivo. Aquellos que utilizaron la expresión eran proesclavistas y estaban enfurecidos con el "ferrocarril subterráneo" que ayudaba a esclavos a huir de la esclavitud. También, el llamado "Ferrocarril Subterráneo Inverso" tuvo sucesos pero no una red, y sus actividades no siempre ocurrían en secreto. Los rescates de negros secuestrados eran inusuales.
Los tres métodos de secuestrar fueron: el secuestro físico de negros libres, el embauque (secuestro a través del engaño) de negros libres y la aprehensión de fugitivos. El Ferrocarril Subterráneo Inverso operó 85 años. Actuó de 1780 a 1865.  El nombre es una referencia al Ferrocarril Subterráneo, la red informal de abolicionistas y simpatizantes que ayudó llevar a esclavos huidos a la libertad, generalmente a Canadá pero también a México, donde la esclavitud había sido abolida.

## Predominio
Los afromericanos libres eran a menudo secuestrados de los estados libres que estaban en la frontera de los estados esclavistas de Delaware, Maryland, Kentucky, y Misuri, pero el secuestro también era prevalente en los estados más al norte, como Nueva York, Pensilvania, e Illinois, así como en regiones con tendencias abolicionistas al sur, como Tennessee.

### Nueva York y Pensilvania
Negros libres en Nueva York y Filadelfia eran particularmente vulnerables al secuestro.  En Nueva York, una pandilla conocida como 'los blackbirders' regularmente emboscaban a hombres, mujeres y niños, a veces con el apoyo y la participación de policías y funcionarios de la ciudad.  En Filadelfia, un diario negro frecuentemente publicaba avisos sobre niños desaparecidos, incluido uno para la hija de 14 años del editor del diario.  Los niños eran particularmente vulnerables al secuestro; en un periodo de dos años, al menos cien niños fueron secuestrados solamente en Filadelfia.

### Delaware, Maryland y Virginia
De 1811 a 1829, Martha "Patty" Cannon era la dirigente de una pandilla que secuestró esclavos y negros libres de la península Delmarva de Delaware, Maryland, Virginia, y de la bahía Chesapeake para luego transportarlos y venderlos a dueños de plantaciones localizados más al sur. Fue acusada de haber cometido cuatro asesinatos en 1829 y murió en prisión, mientras le esperaba el juicio. Presuntamente ella se suicidó allí a través del envenenamiento utilizando para ello arsénico.

### Illinois
John Hart Crenshaw era un gran propietario de tierras, fabricante de sal y comerciante de esclavos, de los años 1820 a 1850, situado en la parte más al sureste de Illinois, en el Condado de Gallatin. Él era también el socio de negocios del hombre de ley y criminal de Kentucky, James Ford. Ambos presuntamente secuestraban negros libres en el sureste de Illinois y los vendían en el estado esclavista de Kentucky. Aunque Illinois era un estado libre, Crenshaw arrendó los lugares de sal en Equality, Illinois, del Gobierno de EE. UU., el cual le permitió el uso de esclavos para el duro trabajo del transporte y hervir de agua de salmuera de manantiales de sal locales para así producir sal. Debido a que Crenshaw mantenía y "críaba" esclavos, y secuestraba negros libres, que luego eran sometidos a la esclavitud, la casa suya se volvió por ello popularmente conocida como La Vieja Casa de Esclavos.
Otros casos relacionados al Ferrocarril Subterráneo Inverso en Illinois ocurrieron en el sudoeste y en las partes occidentales del estado, a lo largo del río Misisipi en los confines del estado esclavista de Misuri. En 1860, John y Nancy Curtis fueron arrestados por intentar secuestrar a sus propios esclavos que liberaron en el condado de Johnson, Illinois, para venderlos otra vez como esclavos en Misuri. Negros libres también eran secuestrados en el Condado de Jersey, Illinois, para ser luego vendidos como esclavos en Misuri.

### Estados del sur
Marineros negros que navegaban a los estados del sur tenían que afrontar la amenaza de ser secuestrados. Carolina del Sur pasó la Ley de los Marineros Negros en 1822 por temor a que los marineros negros libres inspirasen revueltas de esclavos, exigiendo que ellos fuesen encarcelados mientras sus barcos estuviesen anclados. Esto podía causar, que esos marineros negros fuesen luego vendidos como esclavos si sus capitanes no pagaban la factura que causaba el hecho de que tenían que encerrarlos, o si sus papeles de libertad se perdiesen.
En los años 1820–1830 John A. Murrell dirigió una pandilla de criminales en el oeste de Tennessee. Fue apresado con un esclavo libre viviendo en su propiedad. Sus métodos consistían en raptar a esclavos de sus plantaciones, prometerles la libertad y en vez de ello venderlos a otros propietarios de esclavos. Si Murrell estaba en peligro de ser apresado con esclavos secuestrados, él los mataría para poder huir y así evitar ser arrestado por tener propiedad robada, lo cual era considerado como un grave delito en el sur de los Estados Unidos. En 1834, Murrell fue arrestado y condenado a a diez años de prisión en el Penitenciario Estatal de Tennessee en Nashville por haber robado esclavos.

## Rutas

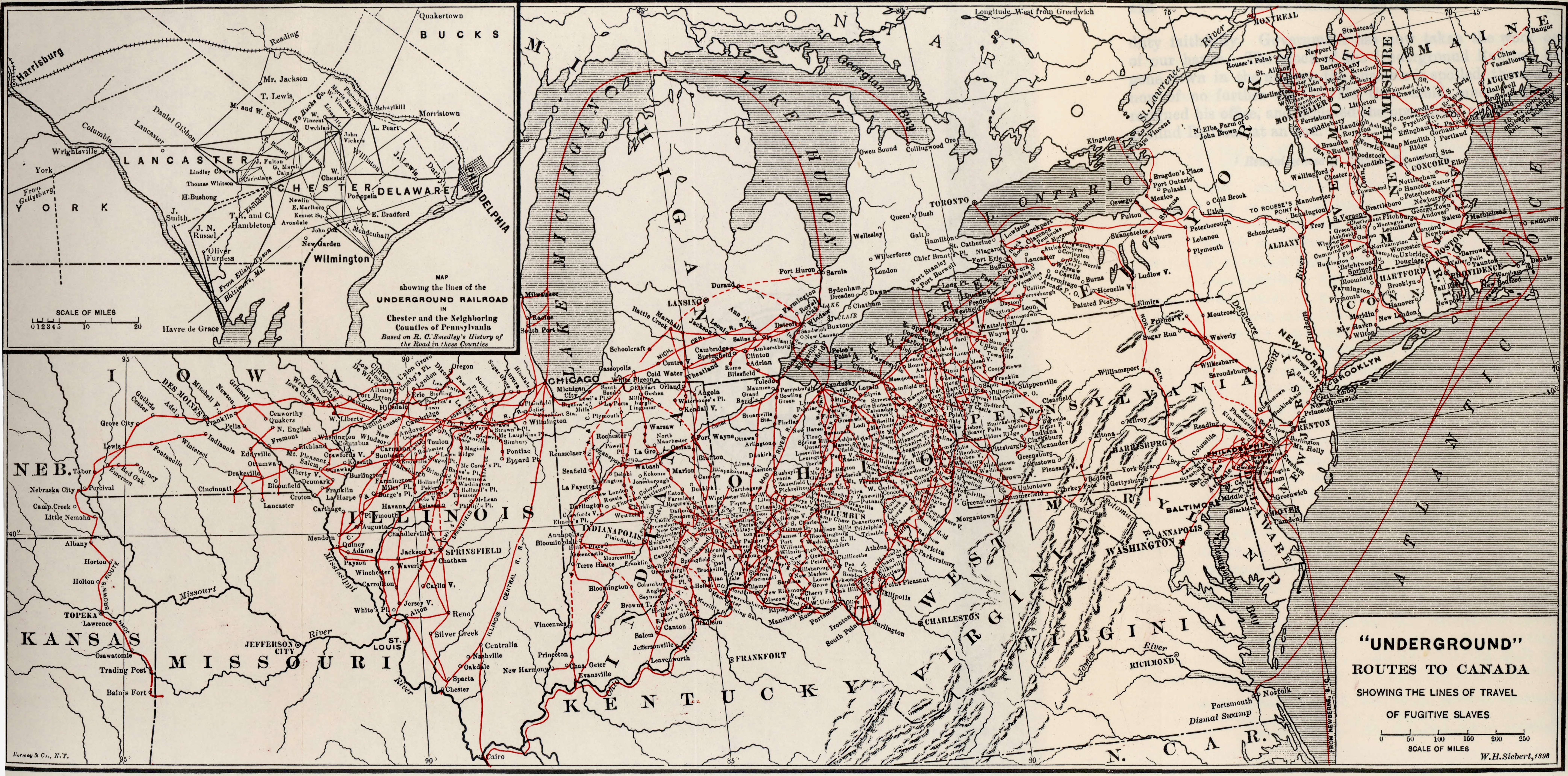
Lo opuesto de la esclavización del Ferrocarril Subterráneo Inverso era la libertad del Ferrocarril Subterráneo que muestra las rutas en un mapa que llevó a miles de esclavos huidos a la liberación en el norte de los Estados Unidos, Canadá y México

El diario de 1827 The African Observer describió cómo varios niños de Filadelfia fueron atraídos a bordo de una pequeña corbeta anclada en el río Delaware con la promesa de melocotones, naranjas y sandías para luego encadenarlos en la bodega del barco, donde luego navegaron durante una semana por barco. Una vez anclados en el final de la trayectoria,  ellos marchaban a través de matorrales, pantanos y campos de trigo hacia la casa de Joe Johnson y Jesse y Patty Cannon, en la línea entre Delaware y Maryland, donde eran 'mantenidos encadenados durante un tiempo considerable'. De allí, ellos eran puestos otra vez a bordo de otro barco por una semana o más, donde uno de los niños oyó a alguien hablando sobre la Bahía de Chesapeake en Maryland. Una vez llegados a su destino, ellos caminaban otra vez muchos cientos de millas a través de Alabama hasta que llegaban a Rocky Springs, Misisipi.
El mismo artículo describió una cadena de puestos del Ferrocarril Subterráneo Inverso establecidos entre Pensilvania y Luisiana.
En el Oeste, los secuestradores montaron las aguas del río Ohio, robando esclavos en Kentucky y secuestrando personas libres en el sur de Ohio, Indiana e Illinois, quienes entonces eran transportados a los estados esclavistas.

### Condiciones de viaje
Muchas personas negras secuestradas fueron llevadas al sur a pie. Durante ese viaje los hombres fueron encadenados conjuntamente para impedir que ellos pudiesen huir, mientras que las mujeres y los niños fueron tratados con una tendencia menos restrictiva.

## Prevención y rescate
Ya en 1775, Anthony Benezet y otros conocidos se encontraron en Filadelfia y organizaron la Sociedad para el Alivio de los Negros Libres Encadenados Ilegalmente para poder intervenir eficazmente en los casos de negros e indios quienes reclamaban haber sido ilegalmente esclavizados. Este grupo fue más tarde reorganizado como la birracial Sociedad de Abolición de la Pensilvania. La Sociedad de Protección de Filadelfia, un auxiliar de la Sociedad de Abolición de la Pensilvania, fue creada en 1827 para "la prevención del secuestro y robo de personas". En enero de 1837, el Comité de Vigilancia de Nueva Yok, que fue creado porque cualquier persona negra libre estaba en riesgo de ser secuestrado, informó que había protegido 335 personas de la esclavitud. David A. Ruggles, un editor de un periódico negro y tesorero de la organización, escribió en su diario de sus intentos vanos de convencer a dos jueces de Nueva York de impedir el secuestro ilegal, al igual que un atrevido rescate físico exitoso de una chica joven llamada Charity Walker de la casa de sus secuestradores en Nueva York.
Los gobiernos estatales y de las ciudades tuvieron dificultades en prevenir secuestros, incluso antes de la Ley de esclavos fugitivos de 1850. La Sociedad de Abolición de Pensilvania comparó los registros de negros apresados para tratar de liberar a aquellos que fueron ilegalmente detenidos, mantuvo una lista de personas desaparecidas que probablemente habían sido secuestradas, y formó el Comité de Secuestro. Aun así, estos esfuerzos resultaron ser caros, lo que les hacía incapaz de trabajar eficazmente por su carencia de sostenibilidad.
Ciudadanos, particularmente ciudadanos negros libres, presionaban activamente a los gobiernos locales para que adoptasen medidas más fuertes contra el secuestro. En 1800, Richard Allen y Absalom Jones enviaron una petición al Congreso de 73 ciudadanos negros libres prominentes instando a que se detuviesen los secuestros. Fue ignorado. Debido a la carencia de efectividad al respecto de las instituciones del gobierno, los negros libres eran frecuentemente forzados a utilizar sus propios métodos para protegerse y para proteger sus familias. Tales métodos incluían en tener la prueba de su libertad siempre bien guardado y al alcance de su mano todo el tiempo. También evitaban tener contacto con desconocidos y ciertos lugares. Grupos de vigilantes también fueron formados para atacar a secuestradores, incluyendo también a secuestradores negros, los cuales eran universalmente condenados por la comunidad afroamericana libre.
Desde Filadelfia, el policía de alto rango Samuel Parker Garrigues hizo varios viajes a los estados del sur por pedido del alcalde Joseph Watson para rescatar niños y adultos que habían sido raptados de las calles de la ciudad. También persiguió exitosamente a sus secuestradores. Uno de esos casos era Charles Bailey. Fue secuestrado en 1825 cuando tenía 14 años y finalmente rescatado por Garrigues después de una búsqueda de tres años. Desafortunadamente, el agredido y escuálido joven murió unos pocos días después de ser haber sido traído a Filadelfia. Garrigues fue capaz de encontrar y arrestar al raptor. Fue el Capitán John Smith, alias Thomas Collins, jefe de "La Pandilla Johnson". También persiguió y arrestó a John Purnell de la Pandilla de Patty Cannon. Watson publicaba la caza de los secuestradores en varios periódicos, ofreciendo una recompensa de 500 dólares. En una ocasión, un valiente chico negro de 15 años llamado Sam Scomp habló de su secuestro y el intento de venta suyo a un terrateniente blanco del sur llamado John Hamilton.  El terrateniente en persona contactó al alcalde Watson para organizar el rescate del chico y de otro joven secuestrado.

## Cultura popular
En 1853, Solomon Northrup publicó 12 años de esclavitud, una autobiografía que relataba su secuestro en Nueva York y su posterior venta y vida como esclavo en Luisiana. Se vendieron durante su estreno 30.000 copias de su libro.  Su narración fue la base de una película de 2013 del mismo nombre, la cual ganó tres Premios Óscar. La novela Comfort: A Novel of the Reverse Underground Railroad de H. A. Maxson y Claudia H. Young, salió en 2014.
Publicaciones de abolicionistas frecuentemente utilizaban relatos de personas que fueron secuestradas y esclavizadas para sus publicaciones. Diarios importantes en ese sentido que publicaron esos relatos incluyen The African Observer, una publicación mensual que utilizó relatos de primera mano para demostrar los males de esclavitud, así como Los Cuentos de Opresión de Isaac Hopper, una recopilación del abolicionisa Isaac Hopper, que relata secuestros que ocurrieron.

## Secuestradores y comerciantes ilegales de esclavos notables y criadores ilegales de esclavos
- Patty Cannon y la Pandilla de Cannon-Johnson
- John Hart Crenshaw
- John A. Murrell
- "Tío Bob" Wilson

## Víctimas notables
- Solomon Northup

## Galería

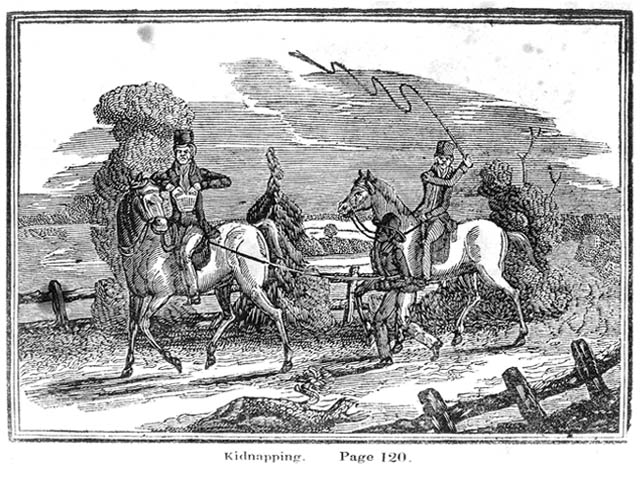
Rapto de un negro libre, en los estados libres de los EE. UU. para ser vendidos a la esclavitud en el Sur, de un almanaque abolicionista y antiesclavista de Boston de 1834.
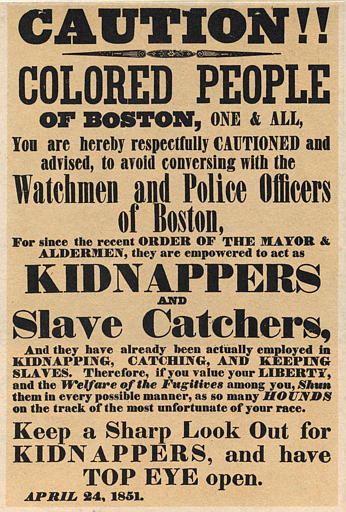
El 24 de abril de 1851 un cartel abolicionista advirtiendo a la "Gente de color de Boston" sobre policías actuando como "secuestradores y cazadores de esclavos".
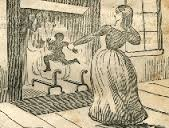
Patty Cannon de la península Delmarva de Delaware.
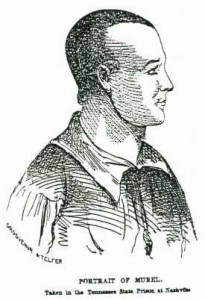
John A. Murrell del oeste de Tennessee.
John Hart Crenshaw, del sudeste de Illinois con su mujer, Francine "Sina" Taylor.John Hart Crenshaw, del sudeste de Illinois con su mujer, Francine "Sina" Taylor.
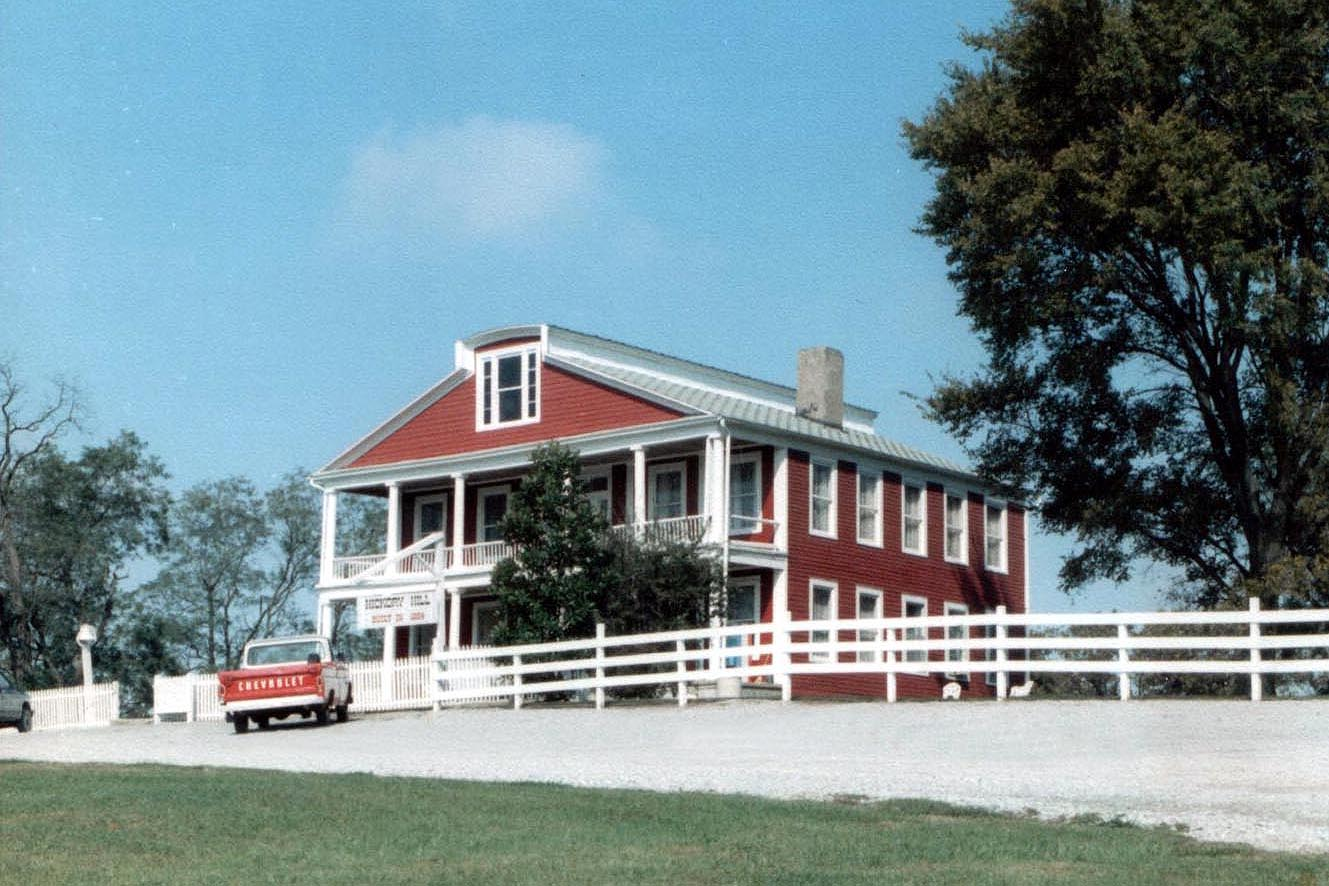
Mansión Hickory Hill de John Hart Crenshaw', en el Condado de Galllatin, Illinois, conocido infamemente como "La casa vieja de esclavos".
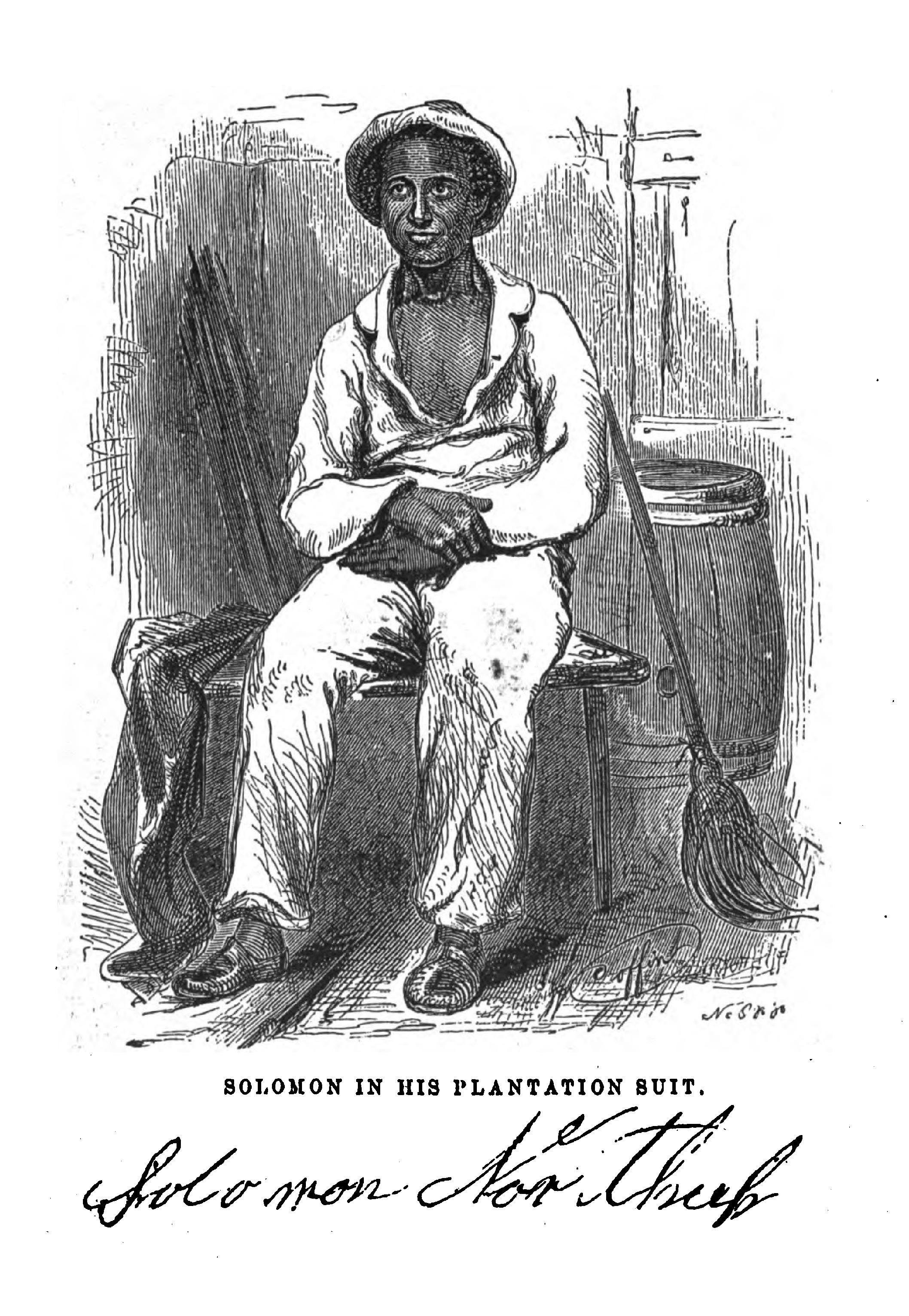
Solomon Northup, un hombre libre negro en Nueva York que fue raptado más tarde por cazadores de esclavos.
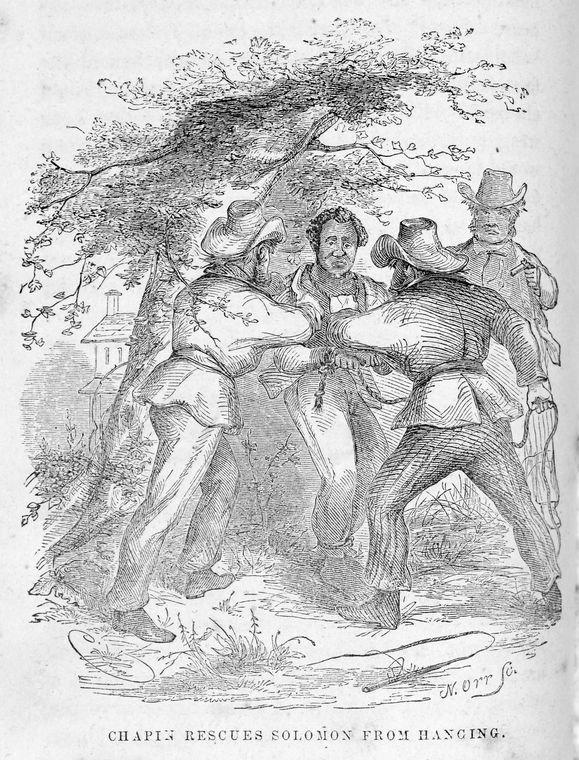
Una ilustración de Doce años un esclavo, la autobiografía de Solomon Northup, 1853: "Salva a Solomon del ahorcamiento".
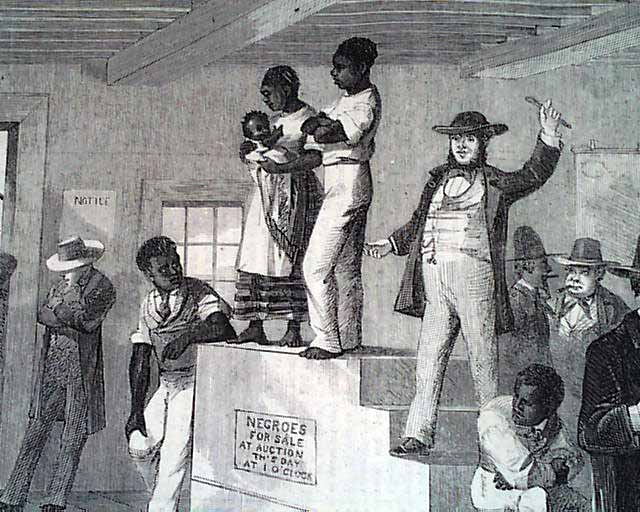
Una típica subasta de esclavos en el sur de los Estados Unidos del siglo XIX.